# Lijst van spelers van Orlando City SC
Deze lijst omvat voetballers die bij de Amerikaanse voetbalclub Orlando City SC spelen of gespeeld hebben. Spelers die (ook) voor de gelijknamige club van 2011 tot en met 2014 in de USL Pro speelden zijn ook in deze lijst opgenomen en staan gemarkeerd met een (U). De spelers zijn alfabetisch gerangschikt.

## A
- Danilo Acosta
- José Aja
- Tesho Akindele
- R. J. Allen
- Wes Allen (U)
- Jean-Marc Alexandre (U)
- Kevin Alston
- Yordany Álvarez (U)
- Mikey Ambrose
- Carlos Ascues
- Corey Ashe
- Eric Avila

## B
- Júlio Baptista
- Giles Barnes
- Hadji Barry
- Joe Bendik
- Kieron Bernard (U)
- Jean-Jacques Bitiélo (U)
- Luke Boden (U)
- Renan Boufleur (U)
- Freddie Braun (U)
- Bryan Burke (U)

## C
- Charlie Campbell (U)
- Servando Carrasco
- Tony Cascio
- Darwin Cerén (U)
- Dennis Chin (U)
- Justin Clark (U)
- Aurélien Collin
- Josué Colmán

## D
- Kyle Davies (U)
- George Davis IV (U)
- Alex De John
- Oumar Diakhité (U)
- Conor Donovan
- Christian Duke (U)
- Dom Dwyer (U)

## E
- Earl Edwards Jr.
- Kevin Ellis (U)
- Mohamed El Monir
- Estrela (U)

## F
- Brian Fekete (U)
- Justin Fojo (U)
- Josh Ford
- Ian Fuller (U)

## G
- Miguel Gallardo (U)
- Devron García
- Giuseppe Gentile (U)
- Luis Gil
- Maxwell Griffin (U)
- Adam Grinwis

## H
- Tally Hall
- Harrison Heath (U)
- Corey Herzog (U)
- Cristian Higuita
- Seb Hines

## J
- Robin Jansson
- Mechak Jérôme (U)
- Will Johnson
- Devorn Jorsling (U)

## K
- Kaká
- Sean Kelley (U)
- Jon Kempin (U)
- Sacha Kljestan

## L
- Cyle Larin
- Richie Laryea
- Cam Lindley
- Mikey Lopez (U)
- Rodrigo López (U)
- Austin da Luz (U)
- Matt Luzunaris (U)

## M
- David Mateos
- Adama Mbengue (U)
- Jhegson Méndez
- Johnny Mendoza (U)
- Justin Meram
- Benji Michel
- Kamal Miller
- Kevin Molino (U)
- João Moutinho
- Chris Mueller
- Danny Mwanga

## N
- Nani
- Lewis Neal (U)
- Antonio Nocerino

## O
- Amobi Okugo
- Lawrence Olum (U)
- James O'Connor (U)
- Shane O'Neill

## P
- Martin Paterson
- Santiago Patiño
- PC
- Léo Pereira
- Matías Pérez García
- Stéfano Pinho
- Dillon Powers
- Anthony Pulis (U)

## Q
- Aodhan Quinn (U)

## R
- Rafael Ramos (U)
- Greg Ranjitsingh
- Tommy Redding (U)
- Pedro Ribeiro
- Donovan Ricketts
- Carlos Rivas
- Robinho
- Tony Rocha
- Bryan Róchez
- John Rooney (U)
- Oriol Rosell
- Brian Rowe
- Ruan
- Brad Rusin (U)

## S
- Lamine Sané
- C. J. Sapong (U)
- Josh Saunders
- Chris Schuler
- Brek Shea
- Pierre da Silva
- Kyle Smith
- Yann Songo'o (U)
- Brian Span (U)
- Jonathan Spector
- Demar Stewart (U)
- Sean St Ledger
- Scott Sutter

## T
- Tan Long (U)
- Amro Tarek
- Michael Tetteh (U)
- Donny Toia
- Jack Traynor (U)
- Tyler Turner (U)

## U
- Erik Ustruck (U)

## V
- Rob Valentino (U)
- José Villarreal

## W
- Jamie Watson (U)
- Adrian Winter
- Carl Woszczynski (U)

## Y
- Yoshimar Yotún